# De Grolsch Veste
De Grolsch Veste est un stade de football situé à Enschede aux Pays-Bas.

## Histoire
Le Grolsch Veste (anciennement appelé le Arke Stadion) est le stade officiel du club de football néerlandais du FC Twente. Il est situé à Enschede, aux Pays-Bas sur Science Park à côté de l'Université de Twente. Le stade possède 30 205 places, toutes assises, avec un système de chauffage en hauteur et dispose d'une promenade au lieu de clôtures autour des tribunes.
Le Grolsch Veste a remplacé l'ancien Diekman Stadion le 22 mars 1998. Des études ont été menées dans le but d'agrandir et moderniser l'ancien stade (aujourd'hui démoli), qui n'était plus aux normes de la FIFA (celle-ci exigeait notamment une tribune assise derrière chaque but), mais les dirigeants ont préféré en construire un nouveau, dans un secteur plus stratégique. Les supporteurs du FC Twente utilisent rarement le nom de « Grolsch Veste », mais préfèrent l'appeler « stade Epi Drost », du nom de l'ancienne gloire du club.
La construction du stade, qui a commencé le 31 janvier 1997 et a duré quatorze mois, a été estimée à environ 33 millions de florins, soit 15 millions d'euros. Bâti avec un budget minimal, le Grolsch Veste pourra être agrandi dans le futur sans abattre les actuelles tribunes.
Le premier match joué dans le stade se solda par une victoire historique 3-0 contre le PSV Eindhoven le 10 mai 1998 pour le compte du Championnat des Pays-Bas.
En octobre 2006, le stade se dote de deux écrans géants placés sur les tribunes latérales.
En mai 2008, le stade change de nom, le Arke Stadion devient le Grolsch Veste en référence à la bière locale : la Grolsch. Le terme « Veste » fait référence à la ville fortifiée de Groenlo, où Grolsch a ouvert sa première brasserie.
Le 7 juillet 2011, une partie du toit s'effondre sur plusieurs ouvriers. Cet accident fait deux morts et une dizaine de blessés.

### Extension
En 2006, des études sont réalisées dans le but d'augmenter la capacité du stade à 30 205 sièges. Les travaux d'extension commencent en janvier 2008 et se terminent en septembre 2008, juste avant le début de la nouvelle saison.

## Événements

### Championnat d'Europe de football féminin 2017
Le 6 août 2017, la finale du Championnat d'Europe de football féminin 2017 a lieu au Grolsch Veste devant 28 182 spectateurs. L'équipe des Pays-Bas remporte alors, et devant son public, le premier trophée de son histoire.

### Phase finale de la Ligue des nations de l'UEFA 2022-2023
Qualifiés pour le Final Four, les Pays-Bas accueilleront les matches du dernier carré de la Ligue des nations de l'UEFA, les 14, 15 et 18 juin 2023. Les matches auront lieu à Rotterdam au Stade Feijenoord et à Enschede au Grolsch Veste.